# Сантини, Джованни
Джованни Сантини (Giovanni Sante Gaspero Santini) — итальянский астроном и математик. 

## Биография
В 1806 году поступил в обсерваторию в Падуе, в 1814 году — назначен профессором и директором обсерватории. С 1837 года начались наблюдения Сантини над меридианным кругом, которые послужили основанием трёх ценных каталогов звёзд экваториальной зоны: «Positione medie delle stelle fisse» (4092 звезды; вышел в 1840 году, два других вышли в 1858 и 1862 гг.). Сантини написал несколько учебников: «Elementi di Astronomia» (1820), «Teorica degli stromenti ottici» (1828); кроме того, много статей об определении орбит комет и теории астрономических инструментов.

## Эпонимы
В его честь назван астероид (4158) Сантини.